# Moälven
Der Moälven [muːɛlvən] oder Själevadsån ist ein Fluss in der schwedischen Landschaft Ångermanland. Er bildet sich aus den drei Quellflüssen Norra Anundsjöån, Södra Anundsjöån und dem Utterån. Die Quellflüsse entspringen als Bäche in Mooren und kleinen Seen in der Gemeinde Örnsköldsvik, der längste Quellbach entspringt am Fuß des Karpsjökasen in der Gemeinde Åsele im südlichen Lappland. Der eigentliche Moälven beginnt in Bredbyn, von dort aus beträgt seine Länge ungefähr 35 Kilometer. Norra Anundsjöån und Moälven sind zusammen etwa 135 Kilometer lang. Südlich von Örnsköldsvik mündet der Fluss in den Bottnischen Meerbusen.
Aufgrund seiner vielfältigen Tierwelt mit Fischottern, Edelkrebsen und Flussperlmuscheln ist der Moälven als Reichsinteresse und Natura-2000-Gebiet besonders geschützt. Seit einem Wiederansiedlungsprojekt im Jahr 2006 leben wieder Lachse im Fluss; die ehemalige Population war in den 1950er Jahren ausgestorben.
Am Moälven und seinen Quellflüssen gab es vor allem im 18. und 19. Jahrhundert eine bedeutende Holzindustrie. Für die Flößerei wurden die Flussläufe begradigt und ausgeräumt, was teilweise noch heute sichtbar ist. Für Sägewerke und die Papierfabrik in Domsjö wurden drei Wasserkraftwerke gebaut, die bis zu 100 Jahre alt und noch in Betrieb sind.

## Etymologie
Der Name Moälven setzt sich zusammen aus der Vorsilbe Mo und dem schwedischen Wort älv, das ebenso wie å Fluss bedeutet. Mo stammt vermutlich von Moliden, einem Dorf, das im neunzehnten Jahrhundert entstand und früher nur Mo hieß. Mo ist wahrscheinlich von mon hergeleitet, einem alten Wort für den Oser, auf dem das Dorf erbaut wurde.
Bevor es das Dorf gab, hieß der Fluss wahrscheinlich Gena älv; alte Namen sind Genan für den Norra Anundsjöån und Anan für den Södra Anundsjöån. Sie entstammen dem Wort Gene, das von Geinir abstammt, im Urnordischen die Bezeichnung für die Zwischenräume in Fischernetzen, die durch ihre leicht abgerundete, längliche Form wie Buchten oder Meerengen aussahen. Es wird vermutet, dass die Fischer eine Meerenge in der Nähe der heutigen Mündung des Moälven Gene nannten; dort lag eine eisenzeitliche Siedlung, die als Gene fornby bekannt ist. Sie wurde aufgegeben, als die Durchfahrt wegen der postglazialen Landhebung verflachte. Die Siedlung lag direkt am linken Flussufer, heute ist sie einige hundert Meter vom rechten Ufer entfernt.
Der Alternativname Själevadsån wird im Gegensatz zu früher, als Själevad wichtiger als der Hauptort der Gemeinde Örnsköldsvik war, nur noch selten benutzt, da der Fluss nur ein kurzes Stück durch Själevad fließt. Die Stadt Örnsköldsvik wurde erst 1842 gegründet, in Själevad gab es schon seit der frühen Neuzeit einen Marktplatz und später eine Kirche.

## Geografie
Der Moälven entsteht aus drei Quellflüssen. Der Södra Anundsjöån und der Utterån entspringen in der Gemeinde Örnsköldsvik, der Norra Anundsjöån in der Gemeinde Åsele im südlichen Lappland.
Auf einer Höhe von 50 m ö.h. fließen der von Nordosten kommende Norra Anundsjöån und der von Osten kommende Södra Anundsjöån am Anundsjösjön zusammen und bilden den Moälven, südlich des Sees mündet der Utterån. Die Quellflüsse des Moälven sind relativ flach, teilweise gibt es kleinere Stromschnellen (schwedisch fors) und Mäander. Das Einzugsgebiet des Flusses ist in weiten Teilen nur dünn besiedelt. Neben Örnsköldsvik, der einzigen Stadt in der Region, gibt es noch die größeren Orte Bredbyn, Mellansel und Gottne. Diese haben zwischen fünfhundert und tausend Einwohner. Der Moälven durchfließt neben dem Anundsjösjön noch drei Fjärden, die Happstafjärden (manchmal Haffstafjärden genannt), die Själevadsfjärden und die Veckefjärden und mündet in Domsjö in die Meeresbucht Örnsköldsviksfjärden.

### Utterån
Der Utterån entspringt im Stor-Uttersjön, zirka drei Kilometer nördlich von Innertällmo. Er fließt in südöstlicher Richtung, teilweise mit mäandernden Abschnitten, stürzt den Sågfallet hinunter und mündet bei Gottne in den Moälven.

### Norra Anundsjöån
Der Norra Anundsjöån ist der längste der drei Quellflüsse. Er entspringt als Karpsjöbäcken aus dem Över-Karpsjön am Fuß des Berges Karpsjökasen im südlichen Lappland, durchfließt mehrere kleine Seen und vereint sich nahe Solberg mit dem Solbergsån; ab dort trägt er den Namen Norra Anundsjöån. Zwischen Seltjärn und Kubbe hat der Norra Anundsjöån viele Altwasserabschnitte. Hinter Kubbe wird der Norra Anundsjöån am Kubbe kraftverk aufgestaut, kurz vor dem Anundsjösjön mündet er in den Södra Anundsjöån. Zusammen bilden sie den Moälven.

### Södra Anundsjöån
Der Södra Anundsjöån entspringt an der Grenze zur Gemeinde Sollefteå als Bergsjöån aus dem Norra Bergsjön. Er fließt in südöstlicher Richtung am Gammelgården vorbei und heißt von dort an Södra Anundsjöån. In Bredbyn bilden der Södra Anundsjöån und der Norra Anundsjöån den Moälven.

### Moälven

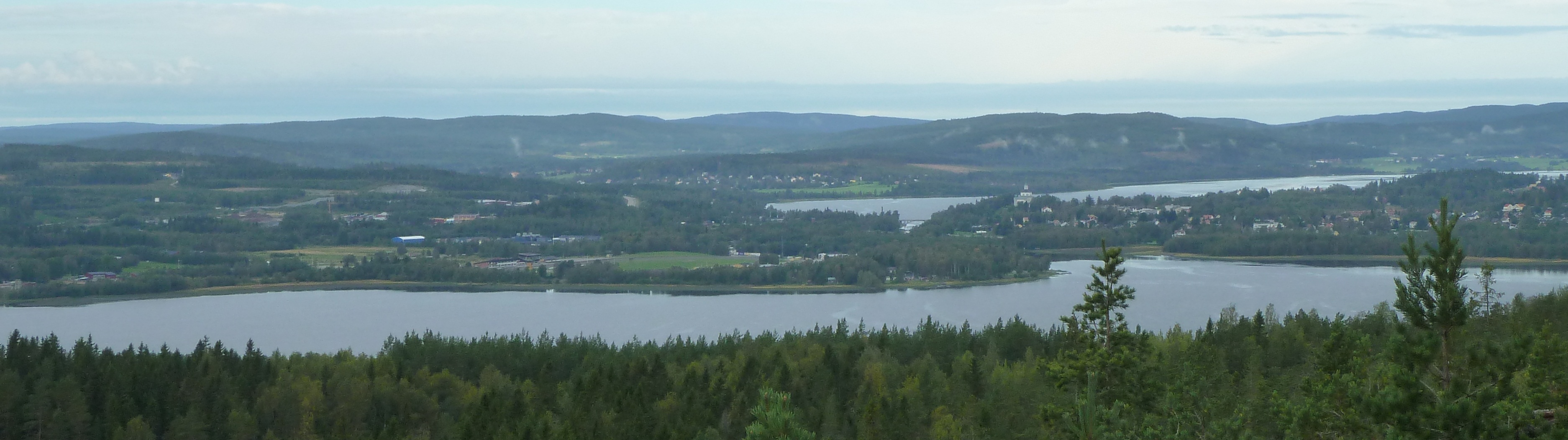
Der Unterlauf des Moälven mit den beiden Fjärden und Själevad.

Hinter dem Anundsjösjön fließt der Moälven durch die Ortschaft Mellansel. Kurz vor Gottne, wo der Utterån in den Moälven mündet, liegt der Märraforsen. Nach der Aufnahme des Utterån wird der Moälven ruhiger und fließt durch Moliden nach Gala mit Galastan, einem alten Handelsplatz. Bis dahin, einen Kilometer flussaufwärts von der Happstafjärden, fuhren früher die Segelschiffe und später Dampfer mit Passagieren sowie Fischkähne. Seit dem sechzehnten Jahrhundert gab es viele Sägewerke am Moälven. Es herrschte ein reger Verkehr mit Schleppern, die Baumstämme zu den Sägewerken und nach deren Bearbeitung zur Verschiffung nach Domsjö transportierten.
Hinter Gala bildet der Moälven ein kleines Delta, bevor er durch die oberste der drei Fjärden, die Happstafjärden, fließt. Bei Billsta durchfließt er den Billstasundet, eine Verengung zwischen den beiden Seen. In der Själevadsfjärden liegen drei kleine Inseln, die Prästholmarna, und an ihrem unteren Ende befindet sich der Ort Själevad mit der Hauptkirche Själevads kyrka des gleichnamigen Kirchspiels. Hier gab es seit dem sechzehnten Jahrhundert einen Marktplatz und später wurde eine Kirche auf einer Anhöhe am Fluss gebaut. Die alte Kirche wurde 1880 durch eine neue ersetzt, die 1998 zur schönsten Kirche Schwedens gewählt wurde. Die Verengung des Moälven zwischen der Själevadsfjärden und der Veckefjärden heißt Prästsundet (deutsch Pfarrersund). Seit dem Mittelalter gab es dort flussabwärts von der heutigen eine Brücke zur Kirche. Am alten Standort führt gegenwärtig die Brücke der Europastraße 4 nach Örnsköldsvik. Als die alte Brücke Mitte des neunzehnten Jahrhunderts dem immer stärker werdenden Durchgangsverkehr nicht mehr gewachsen war – vor allem im Frühjahr war sie oft unpassierbar – und verfiel, beschloss die Gemeinde eine neue zu bauen, die 1850–51 errichtet wurde. Die Kosten für die neue Brücke, etwa 40.000 riksdaler banco, dies entspricht 3,825 Millionen Kronen, musste die Gemeinde selbst aufbringen. Eine Bitte an den König um finanzielle Unterstützung wurde abschlägig beschieden.

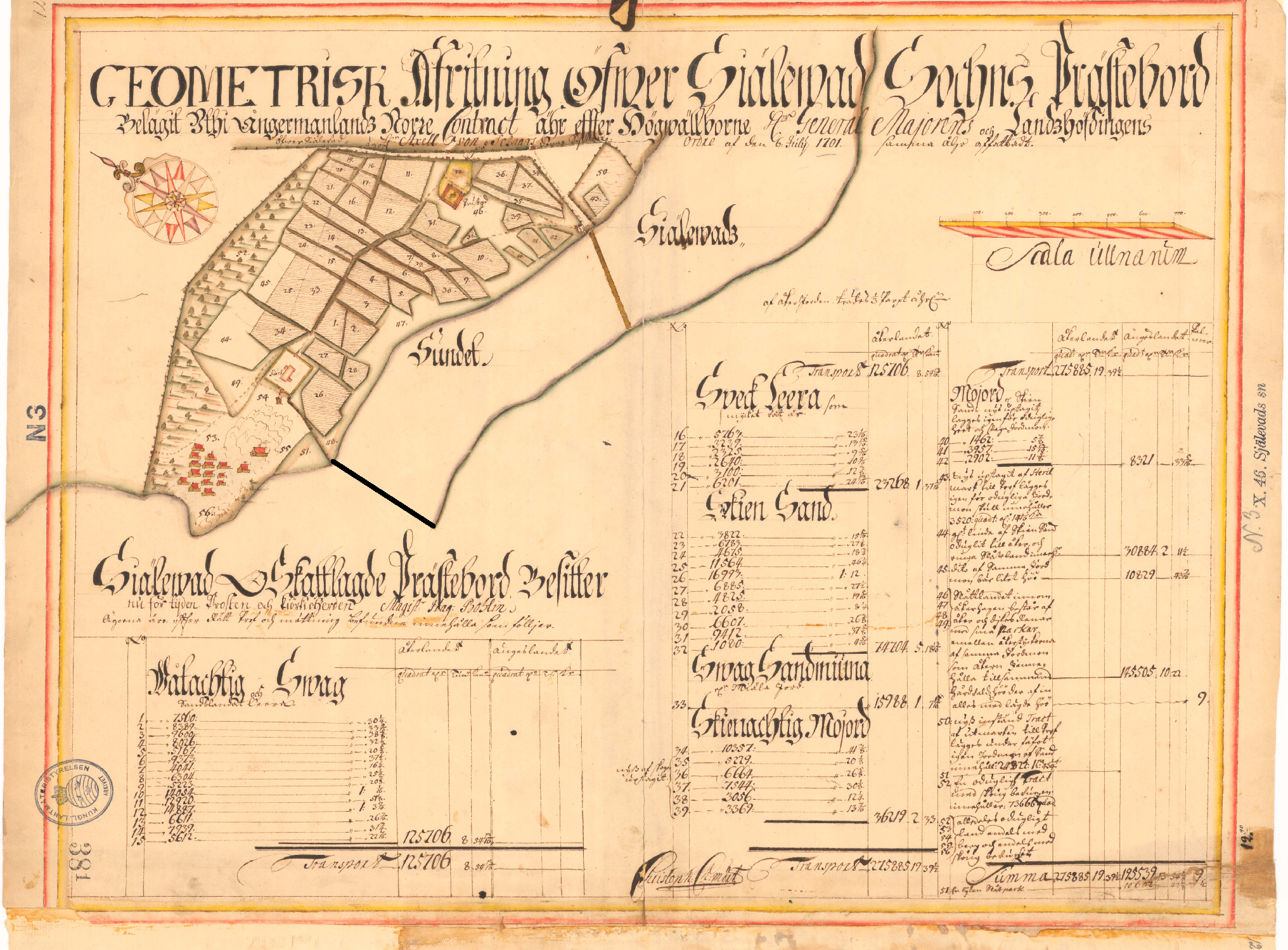
Karte der Kirche und Brücke 1701, die damalige Lage der Brücke ist braun markiert, die heutige schwarz.
Alte Kirche und Brücke in Själevad zwischen 1851 und 1876.
Die neue Kirche und die alte Brücke in Själevad zwischen 1876 und 1930
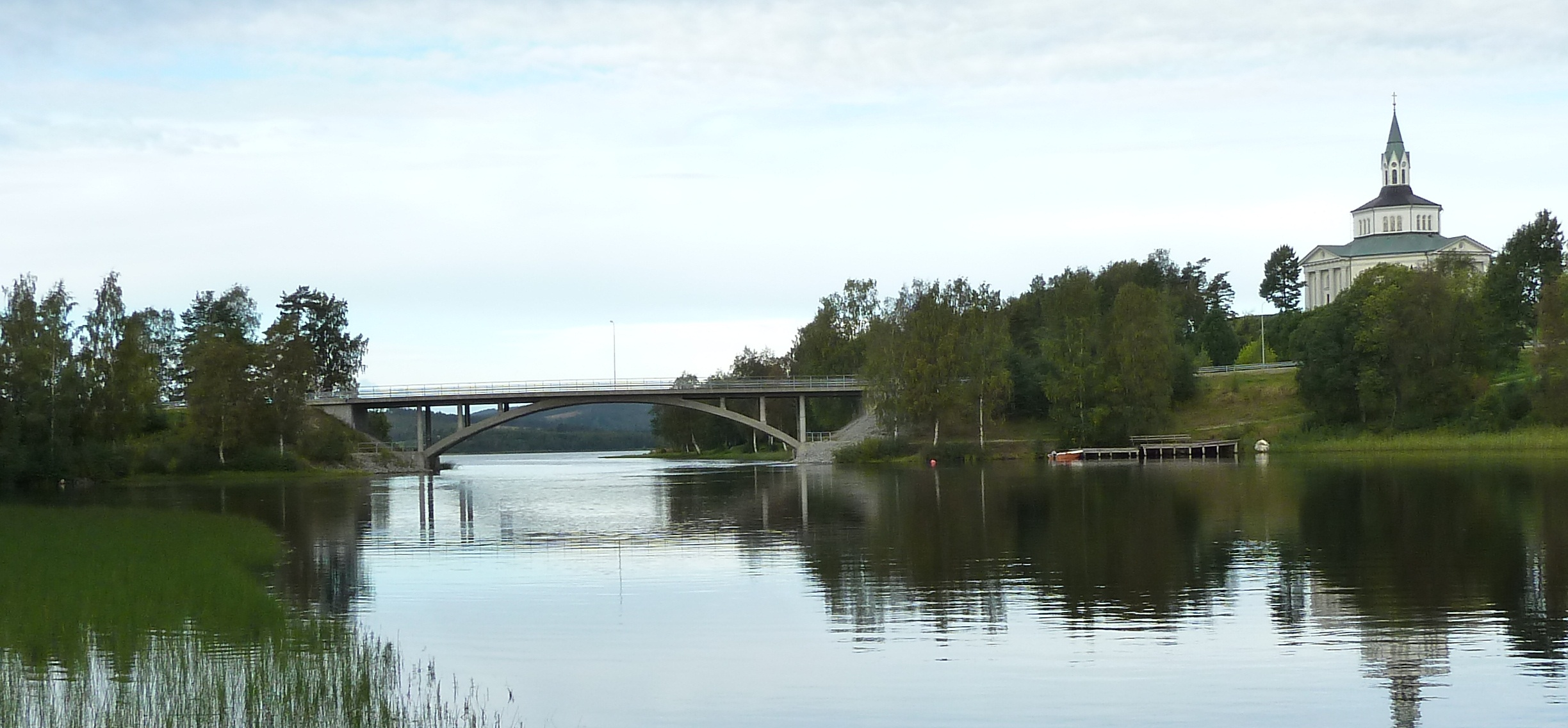
Heutige Brücke und Kirche in Själevad 2012

Am unteren Ende der Veckefjärden liegt das Wehr Veckedammen, das Ende der 1930er Jahre gebaut wurde, um das Eindringen von Meerwasser in die Fjärde zu verhindern. Dort wird das Wasser für die Cellulosefabrik entnommen, und über eine Rohrleitung durch Hörnett nach Domsjö gepumpt. Am Veckedammen gibt es zwei Schleusen; eine kleine für Freizeitboote, die von der Fabrik aus ferngesteuert wird, und die alte Holzschleuse, mit einer Länge von 245 Metern die längste Schleuse Schwedens. Die Länge war notwendig, damit Schlepper mit ihren oft über 100 Meter langen Flößen komplett hineinpassten. Seit dem Ende der Flößerei in den 1950er Jahren wird die Holzschleuse nur noch selten benutzt, im Frühjahr und Herbst ist sie geöffnet, damit die Fluten des anschwellenden Moälven nicht behindert werden. Nach dem Wehr fließt der Moälven ungefähr drei Kilometer zwischen Domsjö und Hörnett, bis er in die Örnsköldsviksfjärden und damit in den Bottnischen Meerbusen mündet.

### Geologie
Die Stromtäler des Moälven und seiner Quellflüsse bestehen hauptsächlich aus Schluff und Lehm, die umliegenden Gebiete aus Moränen; anstehendes Gestein ist Granit und Gneis. Die Ablagerungen entstanden während und nach der Weichsel-Kaltzeit, als Gletscherflüsse große Materialmengen mit sich trugen und noch sichtbare Deltas und Oser bildeten. Die Hällåsen (Oser), das Kubbeåfältet (Delta) am Norra Anundsjöån und die Bergsjöåsen (Oser) am Södra Anundsjöån sind gut erhaltene Zeugnisse der eiszeitlichen Aktivitäten und von hohem geologischen Wert.

### Hydrologie

Wassereinzugsgebiet des Moälven

Das Wassereinzugsgebiet des Moälven und seiner Quellflüsse hat eine Fläche von zirka 2300 Quadratkilometern. Im Landesinneren besteht es aus einem Großteil der Gemeinde Örnsköldsvik, bevor es zum Meer hin schmaler wird. Die Quellflüsse des Moälven werden von vielen kleinen, in Mooren entspringenden Bächen gespeist. In seinem Unterlauf verbreitert sich der Fluss in die Fjärden und hat dort eine geringe Strömungsgeschwindigkeit. Deshalb kommen Überschwemmungen praktisch nie vor. Ein anderer Grund dafür ist die hohe Speicherkapazität des Bodens im Einzugsgebiet; bei starken Regenfällen wird das Wasser im Boden gebunden anstatt abzufließen.
Die Wassermengen im Moälven variieren zwischen 10 m³/s im Winter und Sommer und über 100 m³/s im Frühjahr und Herbst; nach besonders schneereichen Wintern kann das Frühjahrshochwasser im Mai Strömungen von bis zu 200 m³/s erreichen. Im Winter friert der Moälven bis zur Mündung zu, die Eisdicke beträgt im Durchschnitt einen halben Meter. Lediglich an der Fabrik in Domsjö ist das Wasser im Winter offen. Die Wassertemperatur des Flusses schwankt zwischen 0,2 °C im März und 16 °C im August.

## Flora

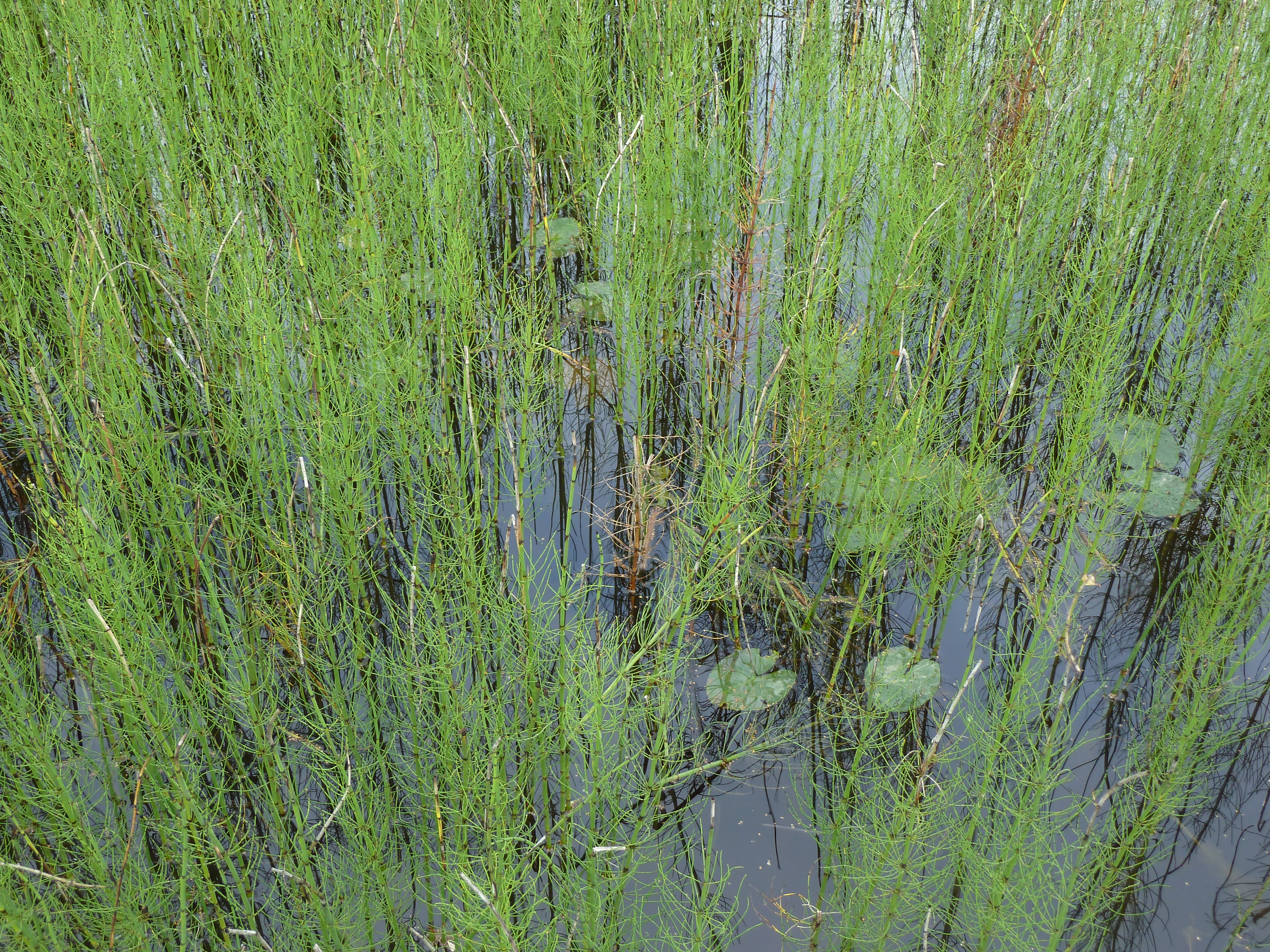
Schachtelhalm am Moälven bei Själevad

Im und am Moälven gedeihen nur wenige Pflanzenarten, da er relativ nährstoffarm ist. In den ruhigen, flachen Teilen des Flusses gibt es Laichkräuter, die wie lange Haare im Strom schwimmen. In den Seen und Tümpeln kommen Gelbe Teichrose, Schild-Wasserhahnenfuß und Rohrkolben vor.
Das Einzugsgebiet des Moälven ist sehr sumpfig und von kleineren Wasserläufen durchzogen, die sich später im Fluss vereinen. Die Pflanzen sind an das nasse Milieu angepasst. An den Flussufern wachsen Birken und Weiden, z. B. die Mandel-Weide. Verbreitet sind Pflanzen, die mit wenig Nährstoffen auskommen, wie Tannenwedel, Sumpf-Läusekraut und Rotgelbes Fuchsschwanzgras.
Zwischen der Happstafjärden und der Själevadsfjärden liegt der Billaberget, ein sogenannter sydväxtberg, am Moälven. Sonneneinstrahlung und Wärmespeicherung im Gestein sorgen für ein mildes Mikroklima, wodurch am Südhang Arten wachsen, für die das nördliche Klima sonst zu rau wäre, z. B. die Vogesen-Rose. Dort gibt es eine der nördlichsten Haselnusspopulationen Schwedens, die seit dem siebzehnten Jahrhundert bekannt ist.
Das Krokmyrliden, ein Moor zirka acht Kilometer nördlich von Mellansel, stellt eine biologische Besonderheit dar. Das anstehende Gestein in Ångermanland besteht zu großen Teilen aus Gneis und Granit, und es wachsen Pflanzen, die an saure Milieus angepasst sind. Der Boden im Krokmyrliden jedoch ist kalkhaltig, dadurch kommen Pflanzen wie Grüne Hohlzunge, Winter-Schachtelhalm und Mücken-Händelwurz vor, die in der Gemeinde Örnsköldsvik sonst äußerst selten sind.

## Fauna
Im Moälven gibt es Biber, Fischotter und viele Fischarten, darunter Hechte, Quappen und Barsche. Die seltene Flussperlmuschel kommt im Fluss vor. Des Weiteren gibt es Reliktkrebschen; eine Schwebegarnelenart, die nur in Gegenden vorkommt, in der das Land während der letzten Eiszeit mit Eis bedeckt war. Sie sind Nahrung für viele Fische und ein guter pH-Indikator, da sie anfällig für einen zu niedrigen pH-Wert sind. Edelkrebse kamen bis 2008 überall im Moälven vor, hauptsächlich im unteren Teil. Dort sind sie seitdem verschwunden. Kein lebendes oder totes Tier konnte gefunden werden, um durch eine Analyse klären zu können, ob die Krebspest für das Verschwinden verantwortlich war.

### Lachse

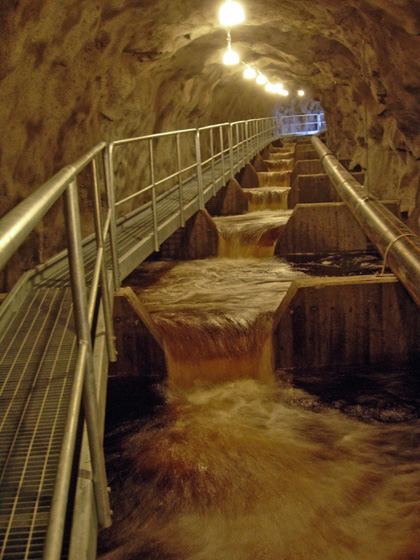
Die Fischtreppe bei Gottne

Schon im sechzehnten Jahrhundert wurden am Unterlauf des Moälven Lachse gefischt, deren Bestand sich bis in die 1950er Jahre halten konnte. Durch die zunehmende Umweltverschmutzung und die Begradigung des Flusses für die Flößerei starben die Lachse sowie die Forellenpopulation aus. Seit 2006 läuft ein von der Europäischen Union unterstütztes Projekt, im Moälven wieder Lachse auszusetzen. Dafür wurden mehrere alte Wasserkraftwerke zurückgebaut und der Flusslauf renaturiert. Zudem wurde eine Fischtreppe am Sågfallet bei Gottne gebaut, dieses Hindernis könnten die Lachse sonst nicht überwinden. Die Treppe wurde nicht wie sonst üblich an der Seite des Flusses oberirdisch gebaut, sondern mit Sprengungen durch einen angrenzenden Berg geführt. Im oberen Teil der Treppe schwimmen die zurückkehrenden Lachse durch einen Fischzähler und werden dort gemessen.
Da die Lachse im Moälven komplett ausgestorben waren, wurden für das Projekt Junglachse der Population des Lögdeälven verwendet. Dieser Fluss ähnelt dem Moälven, weil er ein kleinerer Waldfluss ist; Lachse, die in Gebirgsbächen leben, haben andere Lebensgewohnheiten, sie wandern später zurück zu ihren Laichplätzen.
Die Atlantischen Lachse in der Ostsee und somit die im Moälven sind deutlich heller gefärbt als die in Norwegen. Das liegt an der Beute der Fische: In der Ostsee fressen die Lachse mehr kleine Fische wie Heringe, während die Lachse in Nordsee und Nordostatlantik mehr Krebstierchen zu sich nehmen. Diese geben den Lachsen ihre typische hellrosa Farbe.
Das EU-Projekt wird vor Ort von Freiwilligen durchgeführt. Sie setzen junge Lachse im Oberlauf aus und vermessen die Wiederkehrer. Dafür gibt es in der Fischtreppe mehrere Becken, die man schließen kann, um die Lachse herauszuholen. Zwischen 2006 und 2008 wurden insgesamt 400.000 Junglachse und 40.000 Forellen im Moälven ausgesetzt; bei Kontrollen im Jahr 2007 waren diese beträchtlich gewachsen. Ein Jahr später wanderten sie in die Ostsee und im Jahr 2009 konnten die ersten Wiederkehrer gefangen werden. Die Anzahl der gezählten wiederkehrenden Lachse sank von 37 im Jahr 2012 auf 24 im Jahr 2014, die Anzahl der Forellen stieg im selben Zeitraum von 47 auf 56 Fische. Die größten registrierten Exemplare 2014 waren ein 106 cm langer Lachs und eine 78 cm lange Forelle.

### Flussperlmuscheln
Im Moälven gibt es nur noch einen kleinen Bestand an alten Flussperlmuscheln; da ihre Larven auf den Kiemen von Lachsen und Forellen leben, hat seit einigen Jahrzehnten keine Reproduktion mehr stattgefunden. Durch die wiedererstarkten Lachs- und Forellenpopulationen besteht Hoffnung, dass in näherer Zukunft wieder junge Muscheln zu finden sein werden.
Der Moälven ist grundsätzlich ein gutes Flussperlmuschel-Habitat, da er relativ nährstoffarm, sauerstoffreich und in weiten Teilen flach ist.

### Fischotter

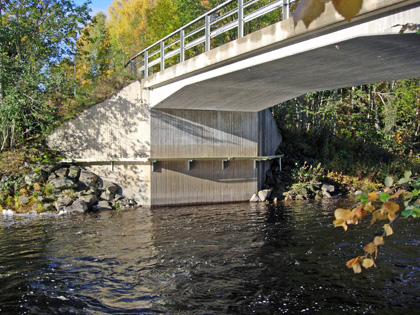
Otterunterführung an einer Brücke

Fischotter und Biber kommen relativ häufig am Moälven vor; durch den natürlichen Lauf des Flusses und die geringe Bebauung können sie sich ungehindert ausbreiten. Von 1991 bis 2005 hat sich die Fischotterpopulation in der Kommune Örnsköldsvik von 6 bis 9 Exemplaren im Jahr 1991 auf 17 bis 22 im Jahr 2005 vergrößert; aus den Flusstälern des Gideälven und Nätraån wanderten Fischotter in den Moälven. Dort haben sie sich erfolgreich angesiedelt und vermehren sich weiter, wodurch sich das Risiko eines Aussterbens der lokalen Population verringert.
Um den Fischottern die Ausbreitung in neue Habitate zu vereinfachen, wurden an solchen Stellen, wo sie normalerweise Wege kreuzen und Gefahr laufen, überfahren zu werden, Zäune aufgestellt und Unterführungen an Brücken angebaut.

## Wirtschaftliche Nutzung
In fast jedem Dorf entlang des Moälven und seinen Quellflüssen gab es früher Wassermühlen und Gattersägen, die jedoch oft nur für den lokalen Verbrauch ausgelegt waren. Später wurden größere Sägewerke gebaut, und das Holz wurde nach der Bearbeitung zur Küste geflößt. Einige der historischen Mühlen und Sägen wurden restauriert, etwa die in Sörflärke.
In Myckling, einem Ortsteil von Själevad, gab es ab 1880 das Unternehmen Ångbryggeri Aktiebolag i Själevad, eine Brauerei. Sie wurde von Kristian Fredrik Madlung, einem Deutschen, und dem Großhändler Perman aus Fränsta gegründet. Die Brauerei bezog ihr Wasser aus dem Svarttjärnen, der durch den Kvarnbäcken zum Moälven entwässert wird. Ursprünglich produzierte man nur alkoholische Getränke, ab 1905 wurden Mineral- und Erfrischungsgetränke abgefüllt. Im Jahr 1883 betrug die Jahresproduktion 100.000 Kannen (etwa 260.000 Liter) Bier, wegen Absatzproblemen musste man 1970 Konkurs anmelden.

### Holzindustrie

Das Sägewerk in Mo um 1880

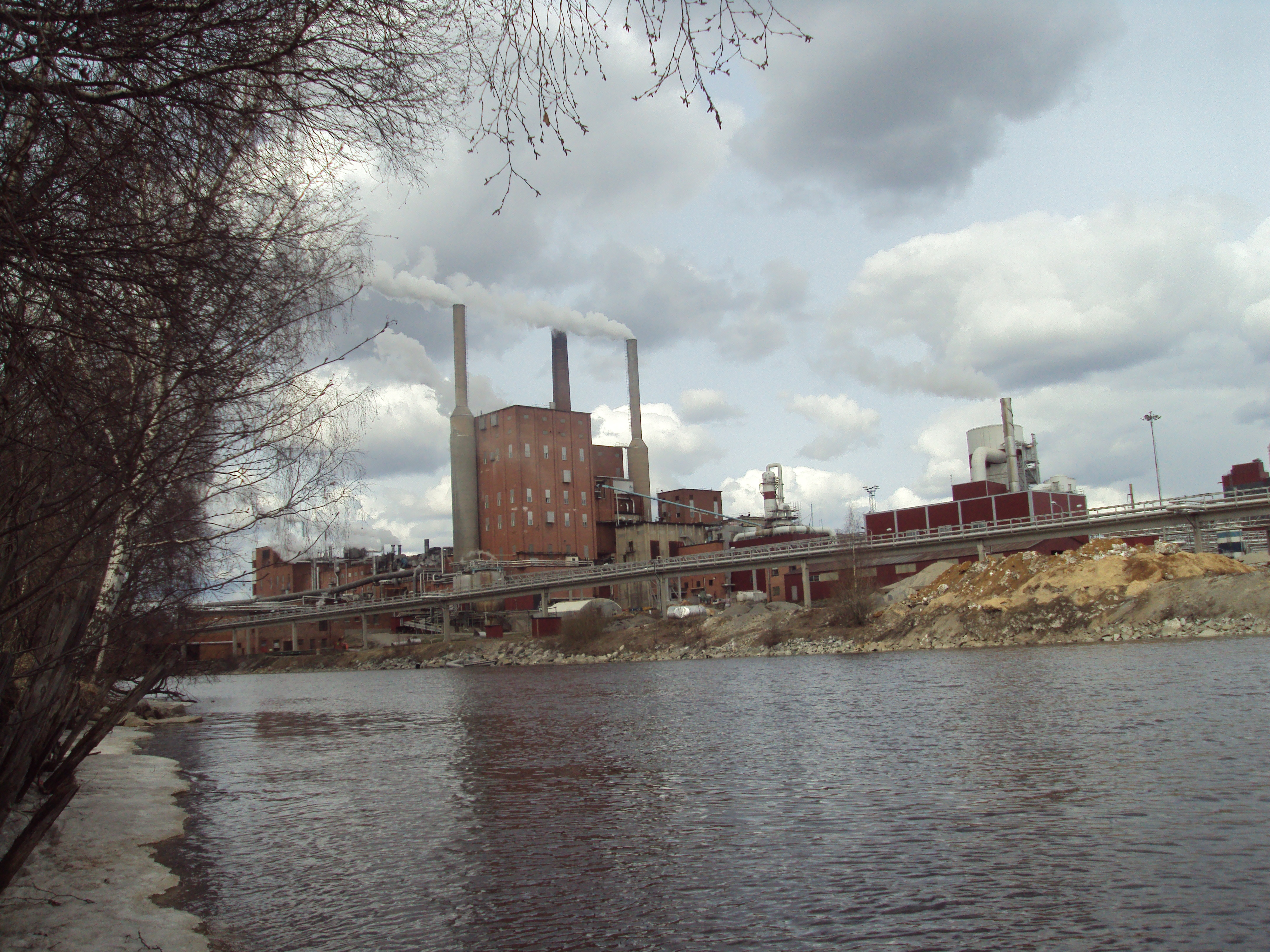
Der Moälven kurz vor der Mündung, im Hintergrund die Domsjö Fabriker.

Die Holzindustrie hat wie kein anderer Industriezweig die Geschichte des Moälven geprägt. Das erste dokumentierte Sägewerk am Moälven war die Kronosågen vid Galasjöån von 1573, die Bretter für die Schlossbauten König Johanns III. in Mittelschweden sägte. Das Sägewerk musste jedoch schon um 1600 wieder die Arbeit einstellen, da die benötigten großen Stämme Mangelware wurden. Das wohl bekannteste Sägewerk war das in Mo, das von 1779 bis 1894 in Betrieb war. Während seines Bestehens wechselte es bis zur Übernahme durch Johan Carl Kempe aus Härnösand im Jahre 1836 mehrmals den Besitzer. Als Kempe 1872 starb, wurde die Offene Handelsgesellschaft Mo Bruksägare in die Aktiengesellschaft Mo och Domsjö Aktiebolag (MoDo) umgewandelt, dies wird als das Gründerjahr von MoDo angesehen. Unter Frans Kempe und seinen Nachfolgern wurde aus dem kleinen Holzkonzern eine der größten holzverarbeitenden Industrien Schwedens. Das Sägewerk in Mo wurde 1894 stillgelegt und die Produktion nach Norrbyskären verlagert.
In Domsjö begann man sich auf die Holzstoffproduktion zu konzentrieren. 1903 wurde an der Mündung des Moälven die Domsjö Fabriker gegründet und in Hörnefors 1929 die damals größte Holzwerkstofffabrik Europas gebaut. Auf dem Firmengelände an der Mündung des Moälven entstanden mehrere Anlagen; neben Holzprodukten und Papier wurde Sulfitsprit hergestellt. Im Jahr 1988 übernahm MoDo die AB Iggesunds Bruk und Holmens Bruk AB, daraus bildete sich der Holmen-Konzern.

### Flößerei
Die ersten dokumentierten Holztransporte auf dem Moälven waren die Lieferungen von Bauholz von Galastan aus zu den im Bau befindlichen Schlössern. Später wurde Holz von den Sägewerken am Fluss zur Küste transportiert, und Mitte des neunzehnten Jahrhunderts begann die Flößerei. Schaufelraddampfer schleppten Flöße aus zusammengebundenen Baumstämmen zur Happstafjärden und zum Billstasundet, wo sie nach Größe und Abnehmer sortiert wurden. Das für die Domsjö Fabriker bestimmte Holz wurde im Fahrwasser sortiert, das für andere Abnehmer am Ufer.

### Fischerei
Seit das Gebiet um die Dörfer Västeralnö und Gala am oberen Ende der Happstafjärden bewohnt ist, haben die Menschen dort Stinte gefischt, die jährlich im Mai in großen Schwärmen den Moälven hinauf zu ihren Laichplätzen geschwommen kamen. Nachts, wenn die Fische in großen Mengen im flachen Wasser das Ufer entlang schwammen, wurden sie mit Keschern gefangen. Im Gegensatz zu den südlichen Teilen Schwedens wurden die Fische jedoch nicht gegessen, sondern als Tierfutter benutzt. In den 1920er und 30er Jahren begannen die lokalen Nerzzüchter sich für Stinte als Futtermittel zu interessieren; dadurch gewann die Fischerei industrielle Bedeutung. Mitte der 1950er Jahre wurden bis zu 10 Tonnen Stinte pro Jahr gefangen, Ende des Jahrzehnts endete die Fischerei wegen der immer kleiner werdenden Population. Der Rückgang ist vor allem auf die Verschmutzung des Moälven und die Pumpe an der Själevadsfjärden zurückzuführen, die große Mengen der jungen Fische einsaugte.
Im Jahr 1557 erhielten die Fischer aus der Stadt Gävle das königliche Privileg, an der Norrlandsküste fischen zu dürfen. Dafür mussten die Gävlefischer jedes zehnte Fass mit gefangenen Fischen an den König abgeben. Im Unterlauf des Moälven fischten sie seit Ende des sechzehnten Jahrhunderts Lachse; die jährlichen Fangmengen betrugen einige hundert Kilogramm bis zu einer Tonne. Im achtzehnten Jahrhundert gab es am Moälven elf brückenähnliche Konstruktionen, die den Fluss teilweise oder ganz überspannten und von denen aus Lachse gefischt wurden. Sie bildeten ein Hindernis für den Frachtverkehr und die Flößerei, die mit der beginnenden Industrialisierung zunahmen, und wurden Ende des Jahrhunderts abgerissen.

### Wasserkraft

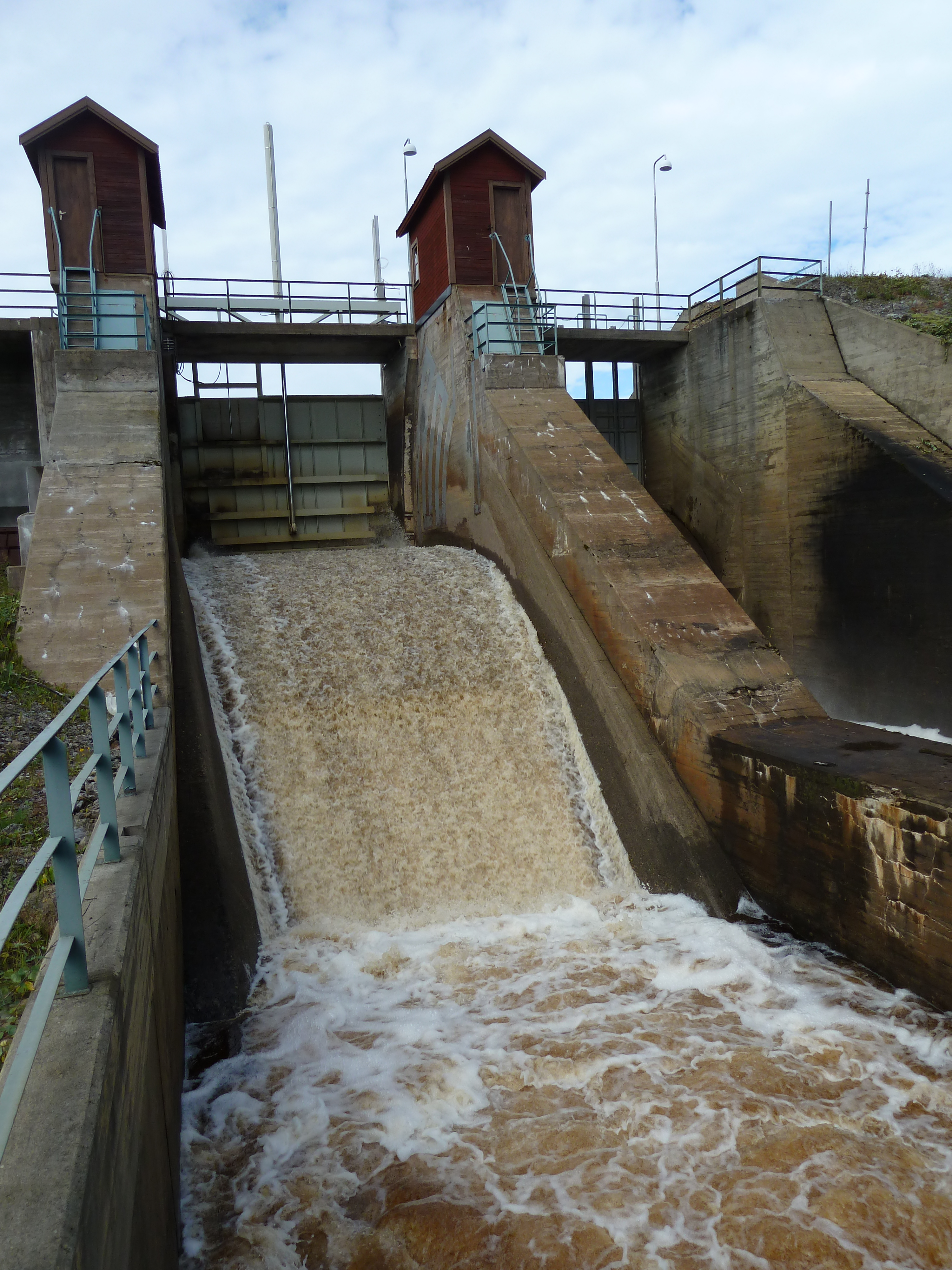
Überlauf am Kubbe kraftverk

Wegen der Naturbelassenheit des Flusses (nur etwa 15 Prozent seiner Kapazität für Stromproduktion ist ausgebaut, ein für schwedische Verhältnisse sehr geringer Wert) wurde er von der schwedischen Regierung 2002 zum Natura-2000-Gebiet erklärt und vom nationalen Plan für die Entwicklung der Wasserkraft ausgenommen. Dies bedeutet, dass der Moälven besonders geschützt werden soll und dort keine neuen Wasserkraftwerke gebaut werden dürfen. Es gibt drei Wasserkraftwerke, das Gottne kraftverk im Moälven, das Kubbe kraftverk im Norra Anundsjöån und das Sörflärke kraftverk im Södra Anundsjöån. Das Gottne kraftverk ist für Wanderfische passierbar, die beiden anderen bilden unüberwindbare Hindernisse für Forellen und Lachse und sollen in Zukunft mit Fischwegen versehen werden.
| Standort  | Leistung | mittlere Jahresstromproduktion | Baujahr | Eigentümer                        |
| --------- | -------- | ------------------------------ | ------- | --------------------------------- |
| Gottne    | 780 kW   | 5 GWh                          | 1921    | Vattenfall Ångermanälven AB       |
| Kubbe     | 5 MW     | 26 GWh                         | 1953    | Statkraft Sverige AB              |
| Sörflärke | 105 kW   | 540 MWh                        | 1914    | Sörflärke Elektriska Förening Upa |

## Wasserqualität
Bis zum Anfang des zwanzigsten Jahrhunderts war der Moälven ein sehr reiner Fluss, bedingt durch die geringe Bevölkerung in seinem Einzugsgebiet. Als Fabriken an seiner Mündung gebaut wurden, stieg die Belastung der Gewässer durch chemische Stoffe. Ab den 1930er Jahren wurden von den Fabriken Abwässer in den Fluss geleitet. Diese entzogen dem Fluss den Sauerstoff, sodass die Lebewesen erstickten. Das war einer der Hauptgründe dafür, dass in den 1950er Jahren Lachs und Forelle ausstarben. Später wurde die Anlage mit dem Bau neuer Klärbecken modernisiert; heute sind die Fabriken keine Bedrohung mehr für Fische. Durch die Flößerei gelangten lange Zeit giftige Phenole aus der Rinde der Baumstämme in den Moälven, dies führte zu Sauerstoffmangel und toten Flussböden. Seit dem Ende der Flößerei in den 1950er Jahren verringern sich diese Stoffe im Fluss. Als Teile der Flussufer immer dichter bebaut wurden, stieg die Belastung mit Abwasser aus den Haushalten, dies wird heute durch Kläranlagen an den bebauten Flussabschnitten unterbunden.

### Biologische Güte
Die biologische Gewässergüte des Moälven ist sehr gut. Außer in der Nähe von Fabriken ist er nur gering belastet (Güteklasse I-II, in den Oberläufen der Quellflüsse sogar Güteklasse I). Der biochemische Sauerstoffbedarf im Fluss liegt zwischen 0,5 und 2,0 Milligramm/Liter, die Sichttiefe zwischen 1,0 und 1,5 Meter. Beides zeugt von einer guten Wasserqualität. Die hohe Trübung von 0,8 bis 2,4 NTU entsteht dadurch, dass sich der Moälven aus vielen kleinen, in Mooren entspringenden Bächen bildet. Diese tragen große Mengen Humus mit sich und färben den Moälven dunkel. Durch die niedrige Strömungsgeschwindigkeit in den Fjärden fungieren diese als Absetzbecken, dort wird das Wasser durch die Sedimentierung klarer.
Das Mündungsgebiet des Moälven wurde noch in den 1970er Jahren stark von den Domsjö Fabriker verunreinigt, dort lag der Sauerstoffgehalt deutlich unter dem Mittelwert im Oberlauf des Flusses. Der biochemische Sauerstoffbedarf war um ein Vielfaches höher als der Mittelwert.

### Chemische Güte

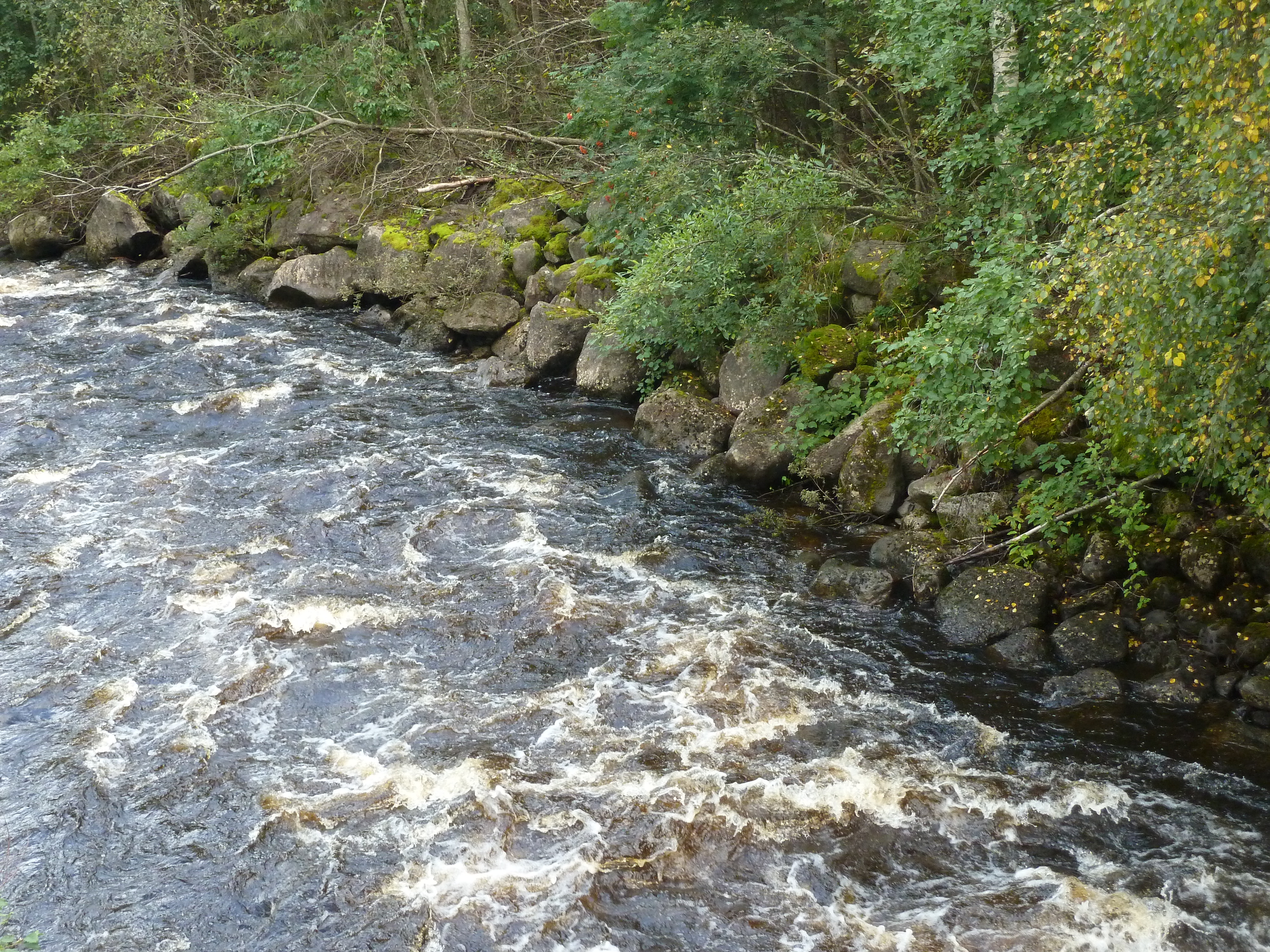
Für die Flößerei eingefasste Ufer

Die chemische Qualität des Moälven hat sich seit den 1980er Jahren verbessert, was vor allem auf bessere Kläranlagen, weniger Landwirtschaft und verringerte Schadstoffausstöße zurückgeführt wird. Der Nährstoffgehalt im Fluss ist gut bis sehr gut, nur der Forsån leidet an Überdüngung. Der Phosphorgehalt in den unteren Flussabschnitten sank zwischen 1979 und 2007 von 40 auf knapp 20 Mikrogramm/Liter. Der Phosphorgehalt ist im Frühjahr und Sommer höher als im Herbst. Der Stickstoffgehalt in den unteren Flussabschnitten sank zwischen 1979 und 2007 von 600 auf 300 Mikrogramm/Liter. Der pH-Wert im oberen Moälven stieg zwischen 1979 und 2007 von 6,2 auf 6,7, im unteren Fluss von 6,4 auf 6,7 an. Um den Anstieg des pH-Wertes zu unterstützen, wird der Moälven regelmäßig gekalkt und am Utterån gibt es einen Kalkdispenser. Das Fehlen von Kalk im anstehenden Gestein, der als Neutralisator fungieren könnte, ist der Grund für den sauren Boden um den Fluss und damit des sauren Milieus im Moälven. Damit der Fluss ein geeignetes Lebensgebiet für Lachse ist, muss der pH-Wert mindestens 6,5 betragen.
Nach der Katastrophe von Tschernobyl vom 26. April 1986 war Nordschweden eines der am stärksten betroffenen Gebiete. Eine Zeit lang waren Pilze und Rentierfleisch stark radioaktiv belastet. Noch heute sind Spuren davon nachweisbar; besonders Raubfische wie Hecht oder Barsch können 137Caesium mit einer Zerfallsrate von bis zu 1500 Becquerel/Kilogramm enthalten. Diese Strahlungsmenge ist jedoch bei nicht übermäßigem Verzehr unbedeutend im Vergleich zu der Strahlungsdosis, der jeder Mensch durch natürliche Radioaktivität ausgesetzt ist.

### Gewässerstrukturgüte
Die natürliche Gewässerstruktur des Moälven ist größtenteils erhalten geblieben, der Lauf wurde nur mäßig beeinträchtigt. Besonders durch die Flößerei wurde der Lauf des Flusses jedoch immer wieder verändert. Der Sågfallet ist ein Beispiel für eine ungewollte Veränderung; oft wurden ganze Flussabschnitte begradigt, das Flussbett freigeräumt und kleine Staudämme gebaut, damit die Baumstämme problemlos vorankamen. Einer der größten Eingriffe in den Lauf des Moälven war die letzte Begradigung Anfang der 1950er Jahre, als zum ersten Mal großflächig Maschinen eingesetzt wurden. Einige Jahre später, 1958, wurde zum letzten Mal im Flusssystem des Moälven geflößt. Seitdem sind die Gewässer wieder naturnaher geworden, teilweise wurden Flussabschnitte renaturiert.

## Naturschutz am Moälven

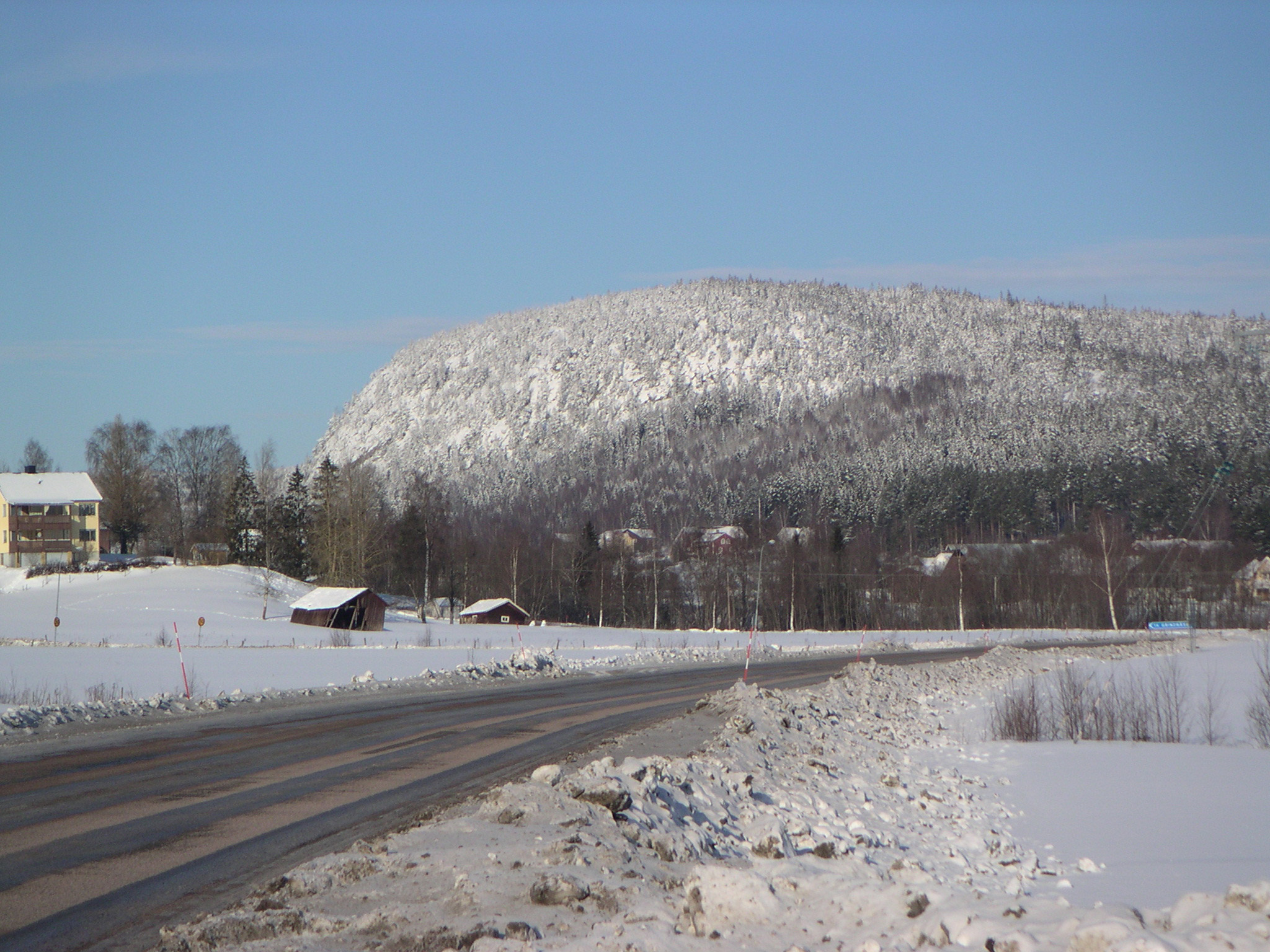
Der Billaberget im Winter, von der Straße nach Bredbyn aus gesehen.

Im Einzugsgebiet des Moälven gibt es drei Naturreservate (entspricht den deutschen Naturschutzgebieten): Teile der Strände der Veckefjärden, der Billaberget und das Mossaträsk-Stormyran. An der Veckefjärden sind zwei Strandabschnitte geschützt: der eine an der Verbreiterung des Prästsund in die Fjärde und der andere an deren unterem Ende. Teilweise handelt es sich um Auwald mit Beständen von Edellaubhölzern wie Linden und Eschen. Am Billstasundet liegt der 230 Meter hohe Billaberget, der neben seinen Haselnussvorkommen wegen anderer seltener Pflanzenarten wie dem schon im April blühenden Leberblümchen geschützt ist. Das Mossaträsk-Stormyran ist ein Hochmoor zehn Kilometer nordwestlich von Solberg im Inneren der Gemeinde Örnsköldsvik auf einer Höhe von 425 bis 460 Meter über dem Meer. Das Schutzgebiet hat eine Fläche von neunhundert Hektar, ist neben dem Naturreservat Natura-2000-Gebiet und wurde in die Ramsar-Liste aufgenommen. Eine Besonderheit bei der Bestandsaufnahme 2002 waren eine männliche Zitronenstelze und eine weibliche Schafstelze, die zusammen brüteten und Junge aufzogen.
Der Pengsjökomplexet ist ein Moorgebiet mit einer Fläche von über viertausend Hektar, in dem das ökologische Gleichgewicht größtenteils erhalten geblieben ist. Daher wurde das Moor zum Reichsinteresse und Natura-2000-Gebiet erklärt. Die gesamte Fläche ist jedoch ungeschützt, sie gehört unter anderem den Firmen SCA und Holmen.
Der Myckelgensjösjön und seine Ufer sind ein naturvårdsområde; der Schutz des Gebietes ist ungefähr der gleiche wie bei Naturschutzgebieten, das Gebiet darf jedoch weiterhin genutzt werden. Beispielsweise wird der Gammelgården bewirtschaftet. Bei einem Eingriff wie durch einen Neubau soll die Belastung für die Natur so gering wie möglich ausfallen.
Am Lauf des Moälven und seiner Quellflüsse von Solberg bis Själevad gibt es mehrere Wasserschutzgebiete. Dies sind Flussabschnitte, Seen oder Feuchtgebiete, die wegen ihres besonderen Wertes erhalten werden sollen. Andere geschützte Gebiete sind die Skogliga biotopskyddsområden (entspricht in etwa dem Biotopschutz), dies sind oft kleine Waldflächen mit besonders großen oder alten Baumexemplaren. Die wichtigste Schutzmaßnahme in einem Skoglig biotopskyddsområde ist das Verbot der Forstwirtschaft.

## Freizeitnutzung

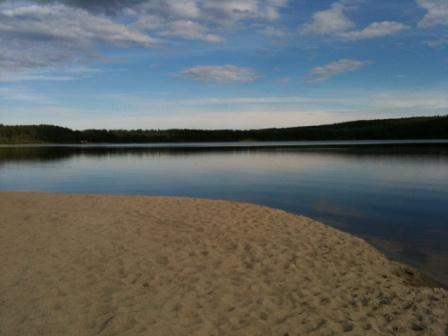
Sandstrand am Anundsjösjön

Es gibt viele Möglichkeiten für ornithologische Beobachtungen an den Quellflüssen des Moälven. Viele Seen und Feuchtgebiete werden jedes Jahr von Zugvögeln besucht, die im Frühjahr an der Küste entlang nach Norden fliegen und dann den Flussläufen ins Landesinnere folgen.
Durch seine geringe Tiefe ist der Moälven nur im untersten Abschnitt zirka 20 Kilometer mit kleineren Motorbooten befahrbar, mit Paddelbooten oder Kanus jedoch auf einer deutlich längeren Flussstrecke. Oft muss man, vor allem bei Niedrigwasser im Sommer, kleineren Stromschnellen zu Fuß ausweichen und kann dann weiter dem Fluss folgen. In Själevad gibt es die friluftscentralen (Outdoor-Zentrale), wo man Kanus und Paddelboote für die Fahrt auf den Fjärden ausleihen kann.
Angeln ist fast überall am Moälven erlaubt, außer an manchen geschützten Seen. Der Fluss ist in mehrere Abschnitte unterteilt, wo die fiskevårdsområdesföreningarna (Anglervereine) sich darum kümmern, dass die Gewässer in einem guten Zustand sind. Kinder dürfen kostenlos angeln, Erwachsene müssen eine Angelkarte kaufen.
Durch das oft sumpfige oder bewaldete Flussufer ist Wandern nur an kürzeren Flussabschnitten möglich. Baden kann man im gesamten Fluss, nur am Veckedammen ist es verboten. Sandstrände gibt es unter anderem am Stor-Åskasjön, am Myckelgensjösjön und am Anundsjösjön bei Norrböle. Da der Moälven im Winter außer an der Fabrik komplett zufriert, kann man auf ihm Skilanglaufen oder mit Schneemobilen auf den zugefrorenen Fjärden fahren. Eislaufen ist fast nie möglich, da das Eis mit Schnee bedeckt ist.

## Der Moälven in der Kunst

Das weiße Haus am linken Bildrand gibt es heute noch.

Auf dem Bild August Janssons (1851–1915) von 1908 sieht man den Moälven im Vordergrund und die Domsjö Fabriker fünf Jahre nach ihrer Gründung. Die Fähre legte damals unterhalb der Fabrik an, die heutige Brücke befindet sich flussaufwärts rechts vom weißen Haus.
Axel Andersson (1899–1981), Publizist und Reichstagsmitglied aus Örnsköldsvik, verfasste das Gedicht Moälven – pulsådern. Er beschreibt den Fluss als pulsierende Ader der Region um Örnsköldsvik, wie dieser das Leben ermöglichte, lange bevor es Wege oder Straßen gab, und dass er noch heute die Hoffnungen für die Zukunft mit sich trägt.

### Literatur

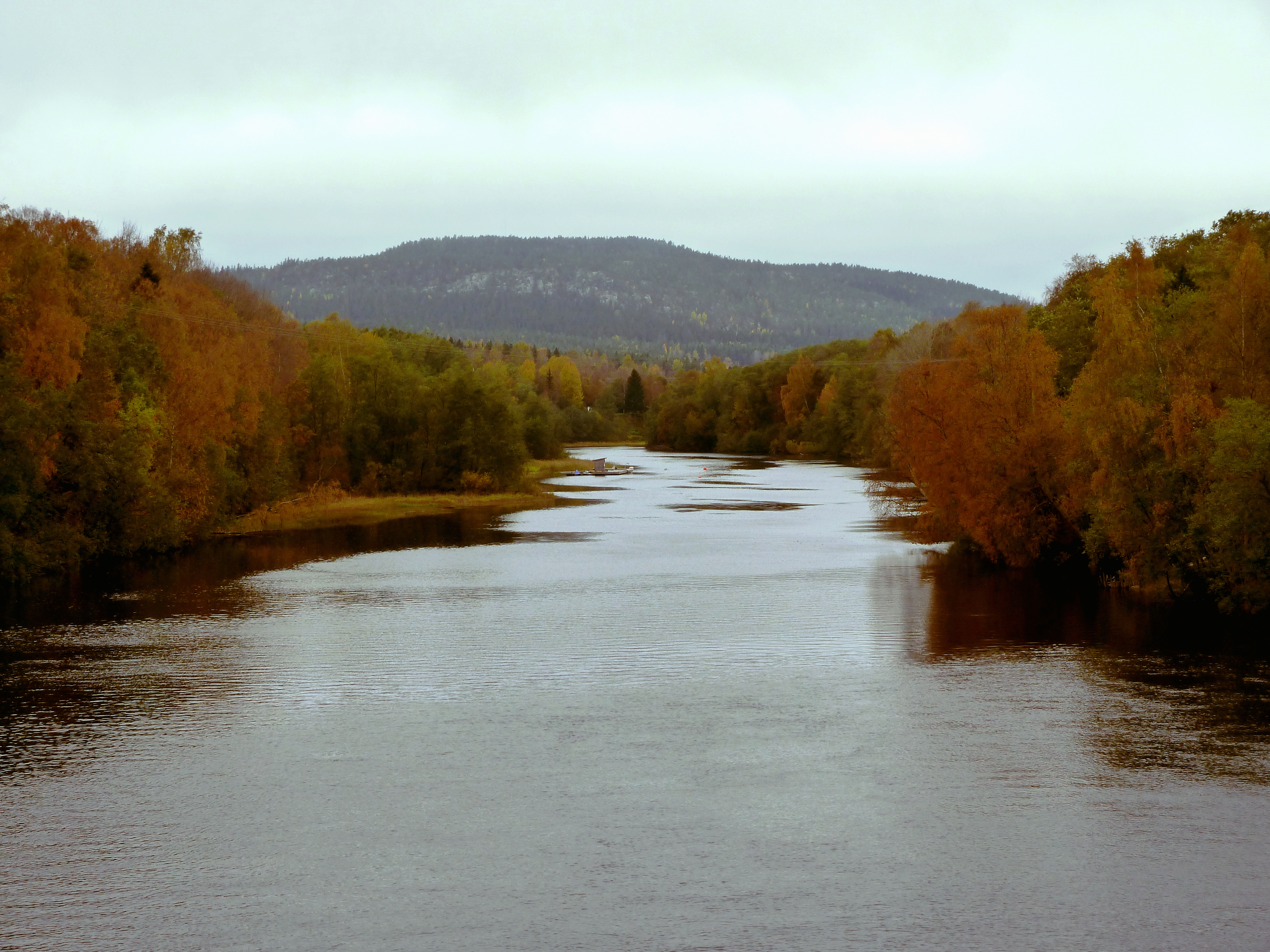
Der Moälven im Herbst